# Dinnington (South Yorkshire)
Dinnington is een civil parish in het bestuurlijke gebied Rotherham, in het Engelse graafschap South Yorkshire. De plaats telt ongeveer 8000 inwoners. Dinnington maakt deel uit van de civil parish Dinnington St. John's.